# Free Component Library

Zusammenspiel der Klassenbibliotheken und Widgetsets in Lazarus und Free Pascal

Die Free Component Library (FCL; deutsch Freie Komponentenbibliothek) ist eine freie Programmbibliothek von Free Pascal.
Die Software besteht aus einer Sammlung von Units, die Komponenten und Klassen für allgemeine Aufgaben bereitstellen.
Die FCL baut auf der Free Pascal Runtime Library auf.
Die FCL versucht kompatibel mit Delphis Visual Component Library (VCL) zu sein. Teilweise geht ihre Funktionalität über die der VCL hinaus.
Visuelle Komponenten werden durch die Lazarus Component Library (LCL) der Entwicklungsumgebung Lazarus bereitgestellt.